# リチャード・タラスキン
リチャード・タラスキン（Richard Taruskin, 1945年4月2日 - 2022年7月1日）は、アメリカの音楽学者、音楽評論家。とくにロシア音楽に関して重要な論文・著作を発表している。

## 略歴
1945年4月2日、ニューヨーク生。1971年から1972年にかけてモスクワに滞在、1975年に論文『1860年代のロシア・オペラ』(Opera and Drama in Russia: as Preached and Practiced in the 1860s) でコロンビア大学の博士号を取得、同大学助教を経て1981年に同准教授となる。1989年よりカリフォルニア大学バークレー校教授。
1970年代後半から音楽関係雑誌などに数多くの論文を発表、1992年には『ニューグローヴ・オペラ事典』のロシア・オペラ関係項目の執筆に携わった。とくに、『ムソルグスキー』（Musorgsky, 1992年）、『ストラヴィンスキーとロシア的伝統』（Stravinsky and the Russian traditions, 1996年）、『ロシアを音楽的に定義する』（Defining Russia Musically, 1997年）の三つの著作は、それまで発表してきた論文をまとめたもので、ロシア音楽史において国民楽派を中心とした従来の考え方に決定的な転換を迫ったと評価されている。具体的には#業績を参照のこと。
ニューヨーク・タイムズ紙をはじめとした評論活動のほか、15世紀シャンソン研究など中世音楽の研究・演奏にも通じ、合唱指揮者としてコロンビア大学のコレギウム・ムジクムを指導、1970年代後半から1980年代後半にかけて、アウロス合奏団でヴィオラ・ダ・ガンバを演奏した。
これらの幅広い活動により、アメリカ音楽学会(en:American Musicological Society)からノア・グリーンバーグ賞（1978年）、アルフレッド・アインシュタイン賞（1980年）、デント賞（1987年）、オットー・キンケルディ賞（1997年、 2006年）、米国作曲家作詞家出版者協会(ASCAP)からディームズ・テイラー賞（1988年）、京都賞思想・芸術部門（2017年）を受賞している。
2022年7月1日、カリフォルニア州オークランドの病院で食道癌のために亡くなった。

## 業績
タラスキンの1975年（1981年改訂出版）の学位論文『1860年代のロシア・オペラ』 Opera and Drama in Russia: as Preached and Practiced in the 1860s が引き金となってアレクサンドル・セローフの再評価が始まった。
モデスト・ムソルグスキーについては、ウラディーミル・スターソフによって書かれた彼の評伝以降定着したナロードニキ的あるいは民主的音楽家というイメージ、いわゆる「スターソフ神話」を暴き、実態に即した作曲家像、作品像の記述の必要性を示した。
ピョートル・チャイコフスキーについて、従来イギリスの音楽学者たちが主流となって「告白する音楽家」というロマンティックなイメージが作り上げられてきたが、タラスキンはチャイコフスキー本来の音楽構造を明らかにしてこれを覆した。
さらに、チャイコフスキーの音楽様式について「帝政様式」を提唱した。「帝政様式」とは、もともとソロモン・ヴォルコフのインタビュー本『チャイコフスキー わが愛（原題：Balanchine's Tchaikovsky, 「バランシンのチャイコフスキー」、1985年）』においてバレエダンサー・振付家のジョージ・バランシン（1904年 - 1983年）が指摘した概念であるが、タラスキンがこれを引用・支持した。
イーゴリ・ストラヴィンスキーについて、『春の祭典』の下書きを研究、この作品に占める民俗音楽の占める割合がそれまで考えられていたよりも大きく、作曲過程でロシア民謡が複雑に変形されていることを示した。
また、バレエ『狐』と同『結婚』の間に多数書かれたロシアの民話詩に基づく歌曲集について詳細に研究し、これらの歌曲の民族誌学的背景を明らかにした。
ドミートリイ・ショスタコーヴィチに関しては、『ショスタコーヴィチの証言（ソロモン・ヴォルコフ編。以下『証言』という。）』の記述に沿って作品を標題音楽的に分析したり、音楽をパラフレーズ（言い換え）する手法に反対し、『証言』に作曲家の真意が体現されているという立場からアメリカの評論家イアン・マクドナルド（1948-2003）が著した『新しいショスタコーヴィチ』（1990年）を厳しく批判した。
タラスキンは、これらショスタコーヴィチの音楽解釈については、「作曲家が作品に込めたものだけでなく、聴衆が作品から引き出したものに帰すべき」と主張、ローレル・フェイと並んで『証言』をめぐる論争に事実上の終止符を打った一人とされる。

## 論文・著書
- Opera and Drama in Russia: as Preached and Practiced in the 1860s （『1860年代のロシア・オペラ』、1981年）
- Music in the Western World: A History in Documents （ピエロ・ワイスとの共著、1984年）
- Musorgsky: Eight Essays and an Epilogue （『ムソルグスキー』、1993年）
- Text and Act （1995年）
- Stravinsky and the Russian Traditions: A Biography of the Works through Mavra （『ストラヴィンスキーとロシア的伝統』、1996年）
- Defining Russia Musically: historical and hermeneutical essays （『ロシアを音楽的に定義する』、1997年）
- The Oxford History of Western Music　（全6巻。2005年、2009年。2006年キンケルディ賞受賞。第二版全5巻。2010年）
- Petrushka: Sources and Contexts|date （ティム・ショル、ジャネット・ケネディとの共著、1998年）
- The Danger of Music and Other Anti-Utopian Essays （2009年）
- On Russian Music （2009年）